# توم كالوي
توم كالوي (بالهولندية: Tom Caluwé) (ولد في 11 أبريل 1978) هو لاعب كرة قدم بلجيكي دولي متقاعد وهو حاليا مساعد مدرب كيه في ميخيلين. سبق له اللعب للوكرة القطري في موسم 2009-10.

## المسيرة الرياضية مع الأندية
كالوي هو لاعب خط الوسط الذي ولد في رامست ولعب لأول مرة محترفا في فريق كيه في ميخيلين في موسم 1996-1997. كما لعب مع فيلم تو تيلبورغ وأوترخت في الدوري الهولندي الممتاز قبل انضمامه إلى الوكرة.

## المسيرة الرياضية مع المنتخب
مثل كالوي بلجيكا للشباب في بطولة العالم للشباب لكرة القدم 1997 بينما لعب مباراة دولية واحدة مع منتخب الكبار.
| الهدف | التاريخ      | الملعب                  | الخصم    | التسجيل | النتيجة | المنافسة |
| ----- | ------------ | ----------------------- | -------- | ------- | ------- | -------- |
| 1     | 11 مايو 2006 | تريندوورك أرينا, سيتارد | السعودية | 1–2     | فوز     | ودية     |